# ماريو منديز
ماريو منديز (بالإسبانية: Mario Méndez)‏ (مواليد 1 يونيو 1979) هو لاعب كرة قدم. يلعب مع منتخب المكسيك لكرة القدم. سبق له أن لعب في كأس العالم لكرة القدم مع منتخب بلاده.

## روابط خارجية
- ماريو منديز على موقع قاعدة بيانات كرة القدم.إي يو (الإنجليزية)
- ماريو منديز على موقع ناشيونال فوتبول تيمز (الإنجليزية)
- ماريو منديز على موقع Soccerway.com (الإنجليزية)